# Località Spighe Verdi (2020)
Elenco delle 46 località italiane insignite del riconoscimento Spighe Verdi dalla FEE Italia per l'anno 2020.

## Distribuzione per regione
| Regione             | Spighe Verdi | Differenza 2019 |
| ------------------- | ------------ | --------------- |
| Marche              | 6            | Stabile         |
| Toscana             | 6            | Stabile         |
| Campania            | 5            | Stabile         |
| Lazio               | 5            | 1               |
| Piemonte            | 5            | 1               |
| Puglia              | 5            | 1               |
| Abruzzo             | 3            | Stabile         |
| Calabria            | 3            | 2               |
| Veneto              | 3            | Stabile         |
| Umbria              | 2            | 1               |
| Liguria             | 1            | Stabile         |
| Sicilia             | 1            | Stabile         |
| Lombardia           | 1            | 1               |
| Trentino-Alto Adige | 0            | 1               |
| Totale              | 46           | 4               |

## Dettaglio località

### Abruzzo
| N. | Provincia | Località             |
| -- | --------- | -------------------- |
| 1  | Teramo    | Tortoreto            |
| 2  | Teramo    | Giulianova           |
| 3  | Teramo    | Roseto degli Abruzzi |

### Calabria
| N. | Provincia | Località              |
| -- | --------- | --------------------- |
| 4  | Cosenza   | Trebisacce            |
| 5  | Cosenza   | Santa Maria del Cedro |
| 6  | Catanzaro | Sellia                |

### Campania
| N. | Provincia | Località       |
| -- | --------- | -------------- |
| 7  | Napoli    | Massa Lubrense |
| 8  | Salerno   | Positano       |
| 9  | Salerno   | Agropoli       |
| 10 | Salerno   | Ascea          |
| 11 | Salerno   | Pisciotta      |

### Lazio
| N. | Provincia | Località         |
| -- | --------- | ---------------- |
| 12 | Rieti     | Rivodutri        |
| 13 | Roma      | Canale Monterano |
| 14 | Latina    | Roccagorga       |
| 15 | Latina    | Pontinia         |
| 16 | Latina    | Gaeta            |

### Liguria
| N. | Provincia | Località |
| -- | --------- | -------- |
| 17 | Genova    | Lavagna  |

### Lombardia
| N. | Provincia | Località                 |
| -- | --------- | ------------------------ |
| 18 | Pavia     | Sant'Alessio con Vialone |

### Marche
| N. | Provincia       | Località      |
| -- | --------------- | ------------- |
| 19 | Pesaro e Urbino | Mondolfo      |
| 20 | Ancona          | Numana        |
| 21 | Macerata        | Matelica      |
| 22 | Macerata        | Montecassiano |
| 23 | Macerata        | Esanatoglia   |
| 24 | Ascoli Piceno   | Grottammare   |

### Piemonte
| N. | Provincia   | Località            |
| -- | ----------- | ------------------- |
| 25 | Torino      | Pralormo            |
| 26 | Cuneo       | Santo Stefano Belbo |
| 27 | Cuneo       | Monforte d'Alba     |
| 28 | Asti        | Canelli             |
| 29 | Alessandria | Volpedo             |

### Puglia
| N. | Provincia             | Località     |
| -- | --------------------- | ------------ |
| 30 | Taranto               | Castellaneta |
| 31 | Brindisi              | Ostuni       |
| 32 | Brindisi              | Carovigno    |
| 33 | Barletta-Andria-Trani | Andria       |
| 34 | Barletta-Andria-Trani | Bisceglie    |

### Sicilia
| N. | Provincia | Località |
| -- | --------- | -------- |
| 35 | Ragusa    | Ragusa   |

### Toscana
| N. | Provincia | Località                  |
| -- | --------- | ------------------------- |
| 36 | Siena     | Castellina in Chianti     |
| 37 | Livorno   | Bibbona                   |
| 38 | Livorno   | Castagneto Carducci       |
| 39 | Firenze   | Fiesole                   |
| 40 | Grosseto  | Massa Marittima           |
| 41 | Grosseto  | Castiglione della Pescaia |

### Umbria
| N. | Provincia | Località   |
| -- | --------- | ---------- |
| 42 | Perugia   | Montefalco |
| 43 | Perugia   | Todi       |

### Veneto

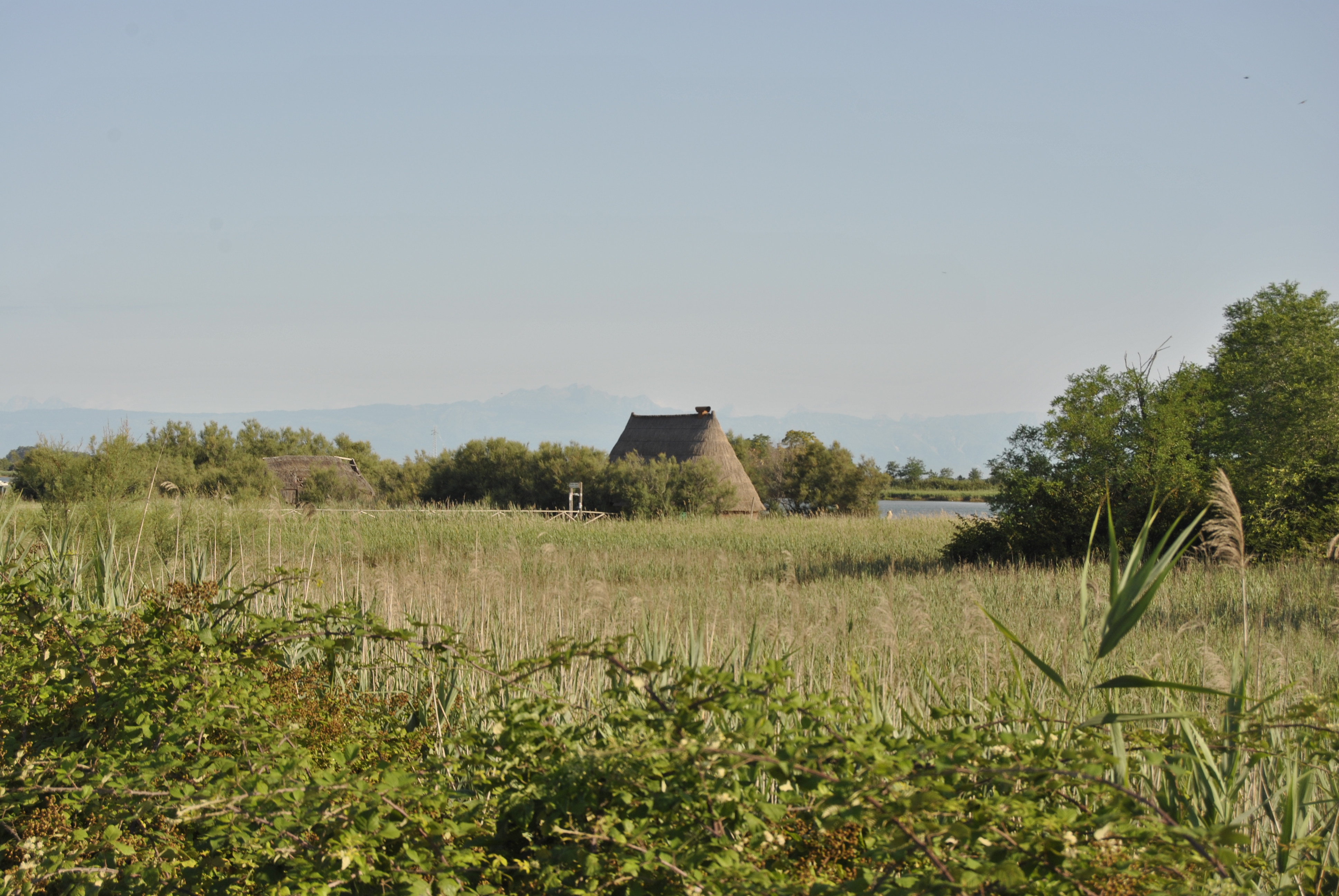
Casoni di Caorle

| N. | Provincia | Località    |
| -- | --------- | ----------- |
| 44 | Venezia   | Caorle      |
| 45 | Padova    | Montagnana  |
| 46 | Rovigo    | Porto Tolle |